# El Coscollar (Puigmaçana)
El Coscollar, o lo Coscollar, és un indret i partida del terme municipal de Castell de Mur, dins de l'antic terme de Mur, al Pallars Jussà. Pertany al territori de l'antic poble de Puigmaçana.
Està situat al sud-oest de Puigmaçana, a prop i al sud dels Plans de Puigmaçana